# Анферов Михайло Андрійович
Михайло Андрійович Анферов (нар. 10 жовтня 1956) — радянський хокеїст, нападник.
Вихованець уфимської хокейної школи. Виступав за місцевий «Салават Юлаєв», СКА (Куйбишев), «Крила Рад» (Москва), «Динамо» (Москва), «Динамо» (Харків), «Медвешчак» (Загреб, Югославія), «Блед» (Словенія).
У складі московських «динамівців» здобув «срібло» чемпіонату СРСР (1985) і дві бронзові медалі (1982, 1983). Володар кубка Шпенглера 1983.
Протягом двох сезонів залучався до матчів другої збірної СРСР. Переможець турніру газети «Ленинградская правда» (1982).
За харків'ян виступав чотири сезони. У сезоні 1987/88 команда здобула право виступати у вищій лізі, а Анферов став найрезультативнішим гравцем команди (разом з Олексієм Ткачуком — по 52 очки). Всього у вищій лізі чемпіонату СРСР провів 319 матчів, 104 закинуті шайби, 91 результативна передача; у першій — 325 (136+102).
Статистика виступів у чемпіонатах СРСР:
| Сезон   | Команда           | Вища ліга | Вища ліга | Вища ліга | Перша ліга | Перша ліга | Перша ліга |
| Сезон   | Команда           | І         | Г         | П         | І          | Г          | П          |
| ------- | ----------------- | --------- | --------- | --------- | ---------- | ---------- | ---------- |
| 1974/75 | «Салават Юлаєв»   | —         | —         | —         | 2          | 0          | 0          |
| 1975/76 | СКА (Куйбишев)    | —         | —         | —         | 41         | 9          | 6          |
| 1976/77 | СКА (Куйбишев)    | —         | —         | —         | 46         | 24         | 16         |
| 1977/78 | «Салават Юлаєв»   | —         | —         | —         | 50         | 30         | 10         |
| 1978/79 | «Салават Юлаєв»   | 32        | 10        | 7         | —          | —          | —          |
| 1979/80 | «Крила Рад»       | 25        | 20        | 12        | —          | —          | —          |
| 1980/81 | «Крила Рад»       | 50        | 21        | 23        | —          | —          | —          |
| 1981/82 | «Динамо» (Москва) | 46        | 17        | 14        | —          | —          | —          |
| 1982/83 | «Динамо» (Москва) | 35        | 7         | 8         | —          | —          | —          |
| 1983/84 | «Динамо» (Москва) | 27        | 7         | 5         | —          | —          | —          |
| 1984/85 | «Динамо» (Москва) | 32        | 8         | 12        | —          | —          | —          |
| 1985/86 | «Динамо» (Москва) | 21        | 3         | 0         | —          | —          | —          |
| 1986/87 | «Динамо» (Харків) | —         | —         | —         | 44         | 16         | 23         |
| 1987/88 | «Динамо» (Харків) | —         | —         | —         | 72         | 34         | 18         |
| 1988/89 | «Динамо» (Харків) | 26        | 6         | 4         | 36         | 11         | 16         |
| 1989/90 | «Динамо» (Харків) | 25        | 5         | 6         | 34         | 12         | 13         |
| Усього  | Усього            | 319       | 104       | 91        | 325        | 136        | 102        |